# 12 раундів
«12 раундів» (англ. 12 Rounds) — фільм-бойовик виробництва США 2009 року, режисером якого виступив Ренні Гарлін. У головній ролі знявся Джон Сіна.
У США фільм було презентовано 27 березня 2008 року, в Україні — 16 квітня.

## Сюжет
Двоє нью-орлеанських поліцейських офіцерів Денні Фішер і Ганк Карвер беруть участь у затриманні терориста Майлза Джексона, що намагається втекти від ФБР разом зі своєю дівчиною Ерікою Кессен. Майлз ранить Ганка, та Денні продовжує наздоганяти його. Врешті, Денні вдається перегородити дорогу терористові. Еріка намагається втекти, та її переїжджає поліцейська машина, що прибула на підтримку Денні. Дівчина загинула на місці, а Майлза посадили у в'язницю.
За рік Денні й Ганка підвищили у званні. Денні так само мешкає в будинку разом із своєю коханою Моллі Портер. Вона викликала сантехніка, щоб він полагодив кран. Моллі йде на роботу. Раптово Денні телефонує Майлз. Він повідомляє його, що втік із в'язниці й тепер помститься поліцейському за те, що він вбив його кохану Еріку. Денні вибігає з будинку — спочатку вибухає його автомобіль, а потім будинок, у якому загинув сантехнік.
Майлз пропонує Денні зіграти в гру «12 раундів». Кожен раунд стане випробуванням для поліцейського. Якщо він всіх їх пройде, то зможе отримати назад свою дівчину Моллі, яку Майлз викрав.
Денні біжить до порому, на якому пливе Моллі. Він телефонує Ганку й просить його зупинити пором. Цим часом він дізнається, що його дівчини вже там немає. Майлз телефонує йому й дає слухавку Моллі: вона встигає повідомити чоловіка, що вони їдуть у сірій машині.
У наступних раундах Денні треба було вскрити дві ячейки в банку, одна з яких мала вибухнути; вистрибнути з поламаного ліфта, кинувши при цьому помирати іншого чоловіка; зупинити трамвай, у якого відмовили гальма. Нарешті наступає останній раунд Малзової гри. Він по телефону підказує Денні, що Моллі знаходиться на цвинтарі, де поховано Еріку. Тим часом поліцейський разом із агентами ФБР здогадується, що Майлз не просто мститься за свою кохану, а ще й хоче заробити на цій грі. Коли Денні відключив електроенергію для того, щоб зупинити трамвай, Майлз зміг пройти в монетний двір. Потім він разом із грошима піднявся на дах лікарні. Моллі має підняти вертоліт, на якому Майлз втече на Гаїті. Денні вирушає до лікарні. Він застрибає на вертоліт й зупиняє терориста. Та Майлз встигає запустити бомбу, тому Денні й Моллі вистрибують з вертольота й падають у басейн. Майлз помирає в вертольоті.

## У головних ролях
- Джон Сіна — детектив Денні Фішер;
- Ешлі Скотт — Моллі Портер — його дівчина;
- Айдан Гіллен — Майлз Джексон — терорист;
- Браян Вайт — детектив Ганк Карвер — напарник Денні;
- Тейлор Коул — Еріка Кессен — кохана Майлза;

## Кінокритика
На сайті Rotten Tomatoes кінофільм отримав рейтинг 28 % (19 схвальних відгуків і 47 несхвальних).
На сайті Metacritic «12 раундів» отримав оцінку 38 балів із 100 (13 критичних відгуків).
Анна Купінська в рецензії на сайті «Українська правда. Життя» зазначила: «12 раундів» виглядає спробою невдалого та парадоксального схрещування першого, другого та третього «Міцного горішка», а також одразу усіх найновіших тенденцій у зйомці бойовиків. У результаті камера постійно сіпається у різні сторони, ніби відео п'яного оператора на весіллі, актори більше нагадують зомбі, аніж живих людей, а за діалоги сценарист мабуть горітиме у пеклі. «12 раундів» — неймовірно безглузде видовище, створення якого має лише одне виправдання — пристойний гонорар Ренні Гарліна.